# ФШФ Франкфурт
ФШФ Франкфурт (на немски: Fußballsportverein Frankfurt, Фусбалшпортферайн Франкфурт) е спортен клуб от Франкфурт на Майн, провинция Хесен, Германия. Преди Втората световна война отборът играе значима роля във футболния живот в Германия и достига до един финал за първенство на страната и един финал за купата. От началото на сезон 2008/09 ФШФ Франкфурт участва във Втора Бундеслига и е един от силните отбори в района на Рейн-Майн, заедно с Айнтрахт Франкфурт, Майнц 05, Веен Висбаден и Кикерс Офенбах.
Женският отбор на ФШФ Франкфурт е трикратен шампион на Германия и петкратен носител на купата на страната и с този си постижения е един от най-успешните женски футболни отбори изобщо в историята, изградил футболистки като Биргит Принц и Зандра Смизек.
Освен футбол, в клуба се тренират и тенис, боулинг и лека атлетика. Олимпийският шампион от 1960 г. и световен рекордьор на 100 м. спринт Армин Хари се е състезавал за клуба в миналото.
Клубът е от франкфуртския квартал Борнхайм и принадлежи към отборите с традиции от Хесен. Домакинствата се играят на Франкфуртер-Фолксанк-Щадион, а по време на ремонта на стадиона, Франкфурт приема своите гости през сезон 2008/09 на Комерцбанк-Арена.

## Български футболисти
- Илиян Мицански: 2008-2010 (15 мача/9 гола)